# Ким, Рэндалл Дук
Рэндалл Дук Ким (англ. Randall Duk Kim, кор. 김덕문; род. 24 сентября 1943) — американо-корейский актёр.

## Карьера
Ким также был режиссёром и актёром в the American Players Theatre в Спринг-Грине, Висконсине, который он основал с Энн Оккиогроссо и Чарльзом Брайтом. С того момента, как ему исполнилось 18 лет, Ким изобразил большое разнообразие ролей на эстраде, но, возможно самой известной ролью в его карьере была роль Мастера Ключей в фильме «Матрица: Перезагрузка». Он был одним из первых азиато-американских актёров, играющих главную роль в Американском производстве Шекспировской пьесы, когда он играл заглавную роль в Нью-Йоркском Публичном Театре в 1974 году, где ставили «Перикла». Большую часть карьеры он провёл в театре. Он также играл заглавную роль в «Гамлете» в Театре Гатри в 1978-79 гг.
Он сыграл Кралахолме в возобновленном «Король и я» на Бродвее в 1996 году, позже он стал успешным в главной роли. Он озвучил мастера Угвэя в «Кунг-фу панде». В 2008 году он исполнил роль Дэшиела Кима в эпизоде телесериала «Грань», созданного Дж. Дж. Абрамсом. Он также играл дедушку Гохана в телеадаптации 2009 года «Драконий жемчуг: Эволюция» и татуировщика в фильме «Ниндзя-убийца».

## Фильмография
| Год  |    | Русское название                | Оригинальное название                        | Роль                                                                      |
| ---- | -- | ------------------------------- | -------------------------------------------- | ------------------------------------------------------------------------- |
| 1970 | ф  | Тора! Тора! Тора!               | Tora! Tora! Tora!                            | Тадао - японский посланник (не указан в титрах)                           |
| 1998 | ф  | Убийцы на замену                | The Replacement Killers                      | Алан Чан                                                                  |
| 1998 | ф  | Тонкая красная линия            | The Thin Red Line                            | переводчик (не указан в титрах)                                           |
| 1999 | ф  | Анна и король                   | Anna and the King                            | генерал Алак                                                              |
| 2003 | ф  | Матрица: Перезагрузка           | The Matrix Reloaded                          | Мастер Ключей                                                             |
| 2003 | ки |                                 | Enter the Matrix                             | Мастер Ключей                                                             |
| 2005 | ф  | Мемуары гейши                   | Memoirs of a Geisha                          | доктор Крэб                                                               |
| 2005 | ки |                                 | Red Ninja: End of Honor                      | Shingen                                                                   |
| 2007 | ки |                                 | Stranglehold                                 | Джеймс Вонг                                                               |
| 2008 | мф | Кунг-фу панда                   | Kung Fu Panda                                | Великий мастер Угвэй                                                      |
| 2008 | с  | За гранью                       | Fringe                                       | Сумасшедший математик, пациент клиники Сент Клер (первый сезон, эпизод 8) |
| 2008 | мф | Секреты неистовой пятёрки       | Secrets of the Furious Five                  | Великий мастер Угвэй                                                      |
| 2009 | ф  | Драконий жемчуг: Эволюция       | Dragonball Evolution                         | дедушка Гохан                                                             |
| 2009 | ф  | Ниндзя-убийца                   | Ninja Assassin                               | татуировщик                                                               |
| 2010 | ф  | Повелитель стихий               | The Last Airbender                           | старик в храме                                                            |
| 2013 | мф | Кунг-Фу Панда: Секреты мастеров | Kung Fu Panda: Secrets of the masters        | Великий мастер Угвэй                                                      |
| 2014 | ф  | Джон Уик                        | John Wick                                    | доктор                                                                    |
| 2015 | ки |                                 | Kung Fu Panda: Showdown of Legendary Legends | Великий мастер Угвэй                                                      |
| 2016 | мф | Кунг-фу панда 3                 | Kung Fu Panda 3                              | Великий мастер Угвэй                                                      |
| 2019 | ф  | Джон Уик 3                      | John Wick: Chapter 3 - Parabellum            | доктор                                                                    |
| 2024 | с  | Аватар: Легенда об Аанге        | Avatar: The Last Airbender                   | Ван Ши Тонг                                                               |